# 146 a.C.
Il 146 a.C. (CXLVI a.C. in numeri romani) è un anno  del II secolo a.C.

## Eventi
- Gneo Cornelio Lentulo e Lucio Mummio Acaico diventano consoli della Repubblica romana.
- Publio Cornelio Scipione Emiliano vince la Terza guerra punica e rade al suolo Cartagine.
- Quinto Cecilio Metello Macedonico sconfigge lo stratego della Lega achea, Critolao, presso Scarfea.
- Il console Lucio Mummio sconfigge l'esercito della Lega achea, guidato dallo stratego Dieo, presso Leucopetra e fa radere al suolo Corinto.
- Tolomeo VI si allea con Demetrio II Nicatore e gli dà in moglie la figlia Cleopatra Tea.

## Morti
- Andrisco, militare greco antico (n. 185 a.C.)
- Critolao di Megalopoli, militare greco antico
- Dieo, militare greco antico